# Резолюция Совета Безопасности ООН 15
Резолюция Совета Безопасности ООН 15 — принятая единогласно 19 декабря 1946 года, которая учредила комиссию по расследованию характера (и рекомендации по решению) предполагаемых нарушений границ между Грецией и Албанией и между Болгарией и Югославией. Комиссия должна была прибыть на место не позднее 15 января 1947 года и предоставить доклад Совету как можно раньше.